# کارلو کانوا
کارلو کانوا (ایتالیایی: Carlo Caneva؛ ۲۲ آوریل ۱۸۴۵ – ۲۵ سپتامبر ۱۹۲۲) ژنرال نظامی اهل پادشاهی ایتالیا بود. وی بیشتر برای رهبری در جنگ عثمانی و ایتالیا برای فتح لیبی شناخته میشود.